# 静岡県道88号一色久沢線
静岡県道88号一色久沢線（しずおかけんどう88ごう いっしきくざわせん）は、静岡県富士市を通る県道（主要地方道）である。

## 概要

### 路線データ
- 陸上距離：7.0 km
- 起点：静岡県富士市一色（静岡県道24号富士裾野線交点）
- 終点：静岡県富士市久沢（静岡県道414号富士富士宮線交点）

## 歴史
- 1974年（昭和49年）9月17日 - 認定
- 1993年（平成5年）5月11日 - 建設省から、県道一色久沢線が一色久沢線として主要地方道に指定される[1]。
- 1994年（平成6年）4月1日 - 路線番号が369号から変更される[2]。

## 路線状況

### 重複区間
- 静岡県道72号富士白糸滝公園線（富士市中野・三ツ倉交差点 - 富士市中野・総合運動公園入口交差点）

## 地理

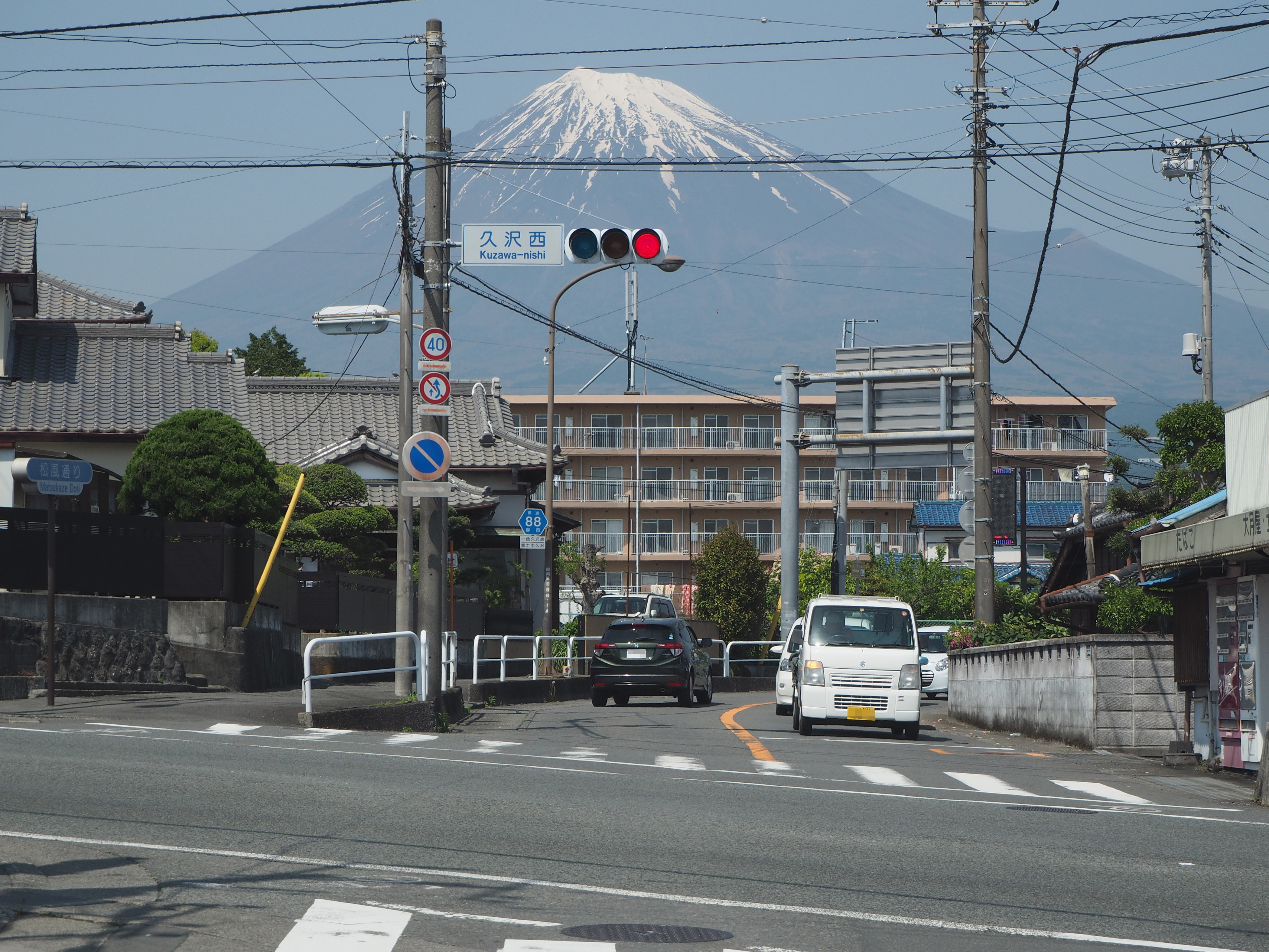
静岡県道88号（終点・久沢西交差点から）

### 通過する自治体
- 富士市

### 交差する道路
| 交差する道路                 | 交差する場所 | 交差する場所           |
| ---------------------------- | ------------ | ---------------------- |
| 静岡県道24号富士裾野線       | 一色         | 一色南交差点 / 起点    |
| 静岡県道72号富士白糸滝公園線 | 中野         | 三ツ倉交差点           |
| 静岡県道72号富士白糸滝公園線 | 中野         | 総合運動公園入口交差点 |
| E1A 新東名高速道路           | 大淵         | 7 新富士IC             |
| 国道139号                    | 久沢         | [ 注釈 1 ]             |
| 静岡県道414号富士富士宮線    | 久沢         | 久沢西交差点 / 終点    |

### 沿線
- 富士市立青葉台小学校
- 富士市総合運動公園
- 富士市立鷹岡中学校
- JR東海身延線 入山瀬駅（終点付近）